# Теслєв Анатолій Георгійович
Анатолій Георгійович Теслєв (рос. Анатолий Георгиевич Теслев, рум. Anatol Teslev; нар. 16 вересня 1947, Кишинів, Молдавська РСР) — радянський та молдовський футболіст, півзахисник, згодом — футбольний тренер.

## Клубна кар'єра
Вихованець школи кишинівського клубу «Молдова», в складі якого у 1965 році й розпочав свою кар'єру. У 1969 році отримав запрошення від одеського «Чорноморця», але зіграв лише 2 матчі й наступного року повернувся до кишинівського клубу, який згодом змінив свою назву на «Ністру». В ньому значився під номером 8) й саме в цій команді зіграв понад 230 матчів. У 1974 році перейшов у вологодське «Динамо», а влітку 1976 року перейшов у «Сперанцу» з Дрокії (в її складі забив 9 м'ячів протягом сезону другої ліги СРСР). Наприкінці кар'єри виступав в Сахалінської області за команду «Рибак» з села Стародубське, з якою виграв чемпіонат області, а в 1979 році завершив кар'єру футболіста.

## Кар'єра в збірній
У складі юнацької збірної з гравців не старше 18 років грав на чемпіонаті Європи 1966 року в Югославії, де завоював титул чемпіона Європи. Його відомими друзями по збірній були такі гравці, як Михайло Гершкович, Гіві Нодія, Григорій Янець.

## Стиль гри
Граючий тренер «Рибака» з Стародубського Василь Пищулін так писав про уміннях Теслева:
|  | Це основний диригент і конструктор атак команди. Але, окрім організації атак, Анатолій вміє чудово завершувати їх. Він найрезультативніший гравець команди. Грає непересічно, чим часто ставить в безвихідь оборону суперників [...] тримається в команді без тіні зарозумілості. |

## Кар'єра тренера
Наприкінці 1980-х — початку 1990-х Теслєв зайнявся тренерською кар'єрою. Був наставником «Ністру» (той же «Зімбру»), «Старту» з Ульяновська, «Динамо» з Бендер. Деякий час керував молодіжної збірної Молдови. 10 лютого 2006 року було призначено головним тренером збірної Молдови. Він взяв курс на значні кадрові перестановки й залучення молоді, але вже 22 грудня оголосив про відхід з поста тренера збірної Молдови через незадовільний виступу збірної (було набрано лише одне очко в чотирьох матчах), а його наступником став його ж помічник Ігор Добровольський.
На даний час Тесла є одним з інспекторів і технічним директором Федерації футболу Молдови, стежачи за розвитком як звичайного футболу в країні, так і міні-футболу, й пляжного футболу. У 2013 році очолював збірну Молдови з дівчат не старше 19 років під час відбіркового туру чемпіонату Європи 2014 року.

## Досягнення
Збірна СРСР U-18
- Юнацький чемпіонат Європи (U-18)
  -  Володар (1): 1966

«Ністру» (Кишинів)
- Перша ліга чемпіонату СРСР
  -  Срібний призер (1): 1973

Відзнаки
- Майстер спорту СРСР (1969)
- Заслужений тренер Молдови